# Vauriella gularis
Vauriella gularis là một loài chim trong họ Muscicapidae.
Đây là loài đặc hữu của đảo Borneo. Môi trường sống tự nhiên của chúng là những khu rừng ẩm ướt nhiệt đới hoặc cận nhiệt đới. Nó xây dựng một tổ yến mở, rêu phong, thường là trong biểu mô hoặc lòng bàn tay có gai.
Loài này trước đây được đặt trong chi Rhinomyias nhưng đã được chuyển đến Vauriella khi một nghiên cứu phát sinh gen phân tử được công bố vào năm 2010 cho thấy rằng Rhinomyias là đa hình. 